# C. S. Friedman
Celia S. Friedman (New York, 12 gennaio 1957) è una scrittrice statunitense, autrice di storie fantasy e di fantascienza.

## Biografia
Dopo aver lavorato alcuni anni come disegnatrice di costumi per il teatro, iniziò la sua carriera come scrittrice nel 1986 con la pubblicazione di In Conquest Born. Nel 1996 lasciò il lavoro di costumista per dedicarsi a tempo pieno alla scrittura.
Ha pubblicato dieci romanzi, diverse storie brevi e una novella per il gioco di ruolo fantasy Vampiri: la masquerade della White Wolf. A gennaio 2013 ha annunciato sul suo sito di essere al lavoro su un nuovo romanzo intitolato Dreamwalker, la cui pubblicazione è prevista per febbraio 2014.
I suoi romanzi mostrano una trama complessa e ambientazioni ricche di particolari. La psicologia dei personaggi è molto approfondita e raramente nelle sue opere è presente la chiara dicotomia tra bene e male tipica di gran parte della letteratura fantasy, mentre spesso viene esplorata l'incerta zona grigia a metà tra di essi.
Le sue opere si collocano nel genere dark fantasy e spesso i suoi personaggi più convincenti sono anche quelli più inquietanti.
Dei suoi romanzi sono stati tradotti in italiano solo i tre volumi della Trilogia del Sole Nero, pubblicati da Editrice Nord negli anni novanta all'interno della Fantacollana.

## Opere

### Opere tradotte in italiano

#### La Trilogia del Sole Nero (The Coldfire Trilogy)[3]
- 1991 - Il Cavaliere del Sole Nero (Black Sun Rising), Editrice Nord 1996 (ISBN 88-429-0929-7)
- 1993 - L'oceano del Sole Nero (When True Night Falls), Editrice Nord 1997 (ISBN 88-429-0964-5)
- 1995 - La Corona Nascosta (Crown of Shadows), Editrice Nord 1997 (ISBN 88-429-0984-X)

### Opere non tradotte in italiano

#### The Endless War[4]
- 1986 - In Conquest Born
- 2004 - The Wilding

#### The Magister Trilogy[5]
- 2007 - Feast of Souls
- 2009 - Wings of Wrath
- 2011 - Legacy of Kings

#### Dreamwalker Chronicles[6]
- 2014 - Dreamwalker
- 2015 - Dreamseeker
- 2016 - Dreamweaver

#### Altre opere
- 1990 - The Madness Season
- 1998 - This Alien Shore
- 1998 - The Erciyes Fragments, novella per il gioco di ruolo Vampiri: La Masquerade
- 2012 - Dominion, prequel della Trilogia del Sole Nero